# Премия XBIZ Europa лучшему новому исполнителю
Премия XBIZ/XMA Europa лучшему новому исполнителю (англ. XBIZ/XMA Europa Award for Best New Performer) — ежегодная награда в области порноиндустрии, вручаемая компанией XBIZ лучшей новой европейской исполнительнице или исполнителю года. Учреждена в июле 2019 года под названием «Лучшая новая старлетка» (Best New Starlet) ко второй церемонии XBIZ Europa Award, которая проходит в начале сентября в рамках торговой выставки, организованной компанией XBIZ.
Последняя на данный момент обладательница этой награды — российская актриса Эшби Уинтер.

## Лауреаты и номинанты

### Лучшая новая старлетка
| Церемония/Год | Фото лауреата | Лауреат              | Номинанты |
| ------------- | ------------- | -------------------- | --- |
| 2-я (2019)    |               | Лия Сильвер · Россия | Анджелика Грейс Бэйби Николс Венус Афродита Вероника Леаль Габи Голд Джозефин Джексон Кайса Норд Мэри Рок Нелли Кент Скарлет Доминго Стэйси Крус Хинебра Беллуччи Хлоя Ламур Эйнджел Эмили |
| 3-я (2020)    |               | Лана Рой · Россия    | Анастасия Бруклин Анна Спенсер Зааваади Кинуски Какку Лина Лакс Мартина Смеральди Миа Сплит Мэрилин Шугар Роми Инди Саша Спэрроу Софи Смайл Стэйси Блум Эмили Кьюти Эмили Майерс           |

### Лучший новый исполнитель
| Церемония/Год | Фото лауреата | Лауреат                         | Номинанты |
| ------------- | ------------- | ------------------------------- | --- |
| 4-я (2021)    |               | Агата Вега · Венесуэла          | Алекса Флекси Бэйби Киттен Венера Максима Зааваади Изабелла де Лаа Клара Миа Лотти Мань Стефани Кайлер Фрея Майер                                                                    |
| 5-я (2022)    |               | Скарлетт Джонс · Великобритания | Алекс Ромеро Ариана Ван Икс Злата Шайн Иден Айви Канди Лучани Кэтрин Найт Мина Вон Ди Соня Блейз Холли Молли                                                                         |
| 6-я (2023)    |               | Келли Коллинз · Россия          | Алисса Фокси Барби Брилл Клеманс Одиар Мими Сика Моника Мэй Мэттью Мейер Саймон Китти Сандра Свит Сирена Милано                                                                      |
| 7-я (2024)    |               | Эшби Уинтер · Россия            | Ада Лапьедра Барби Роуз / Белла Спарк Ванесса Алессия Вера Джарв Грета Фосс Лилли Блоссом Милан Чик Новелла Найт Сельва Лапьедра Сирена Милано Шерри Кэндл Элли Луна Элли Шоу        |
| 8-я (2025)    |               | TBA                             | Апра Шей Ариана Кортес Блэк Энджел Бритни Датч Диана Лоуренс Ева Дженерози / Кара Мелла Лея Десантис Лиз Оушен Лилли Мэйс Майя Роуз Меган Мурковски Миа Стоун Фиби Евро Элис Заффайр |